# Vitrai-sous-Laigle
Vitrai-sous-Laigle ist eine französische Gemeinde mit 213 Einwohnern (Stand: 1. Januar 2022) im Département Orne in der Region Normandie. Sie gehört administrativ zum Arrondissement Mortagne-au-Perche und ist Teil des Kantons L’Aigle (bis 2015 Teil des Kantons L’Aigle-Est). 

## Geographie
Vitrai-sous-Laigle liegt etwa 45 Kilometer nordöstlich von Alençon. Umgeben wird Vitrai-sous-Laigle von den Nachbargemeinden Saint-Ouen-sur-Iton im Norden, Chandai im Osten und Nordosten, Gournay-le-Guérin im Osten und Südosten, Beaulieu im Süden und Südosten, Irai im Süden sowie Crulai im Westen und Südwesten.

## Bevölkerungsentwicklung
| 1962                      | 1968 | 1975 | 1982 | 1990 | 1999 | 2006 | 2011 | 2016 |
| ------------------------- | ---- | ---- | ---- | ---- | ---- | ---- | ---- | ---- |
| 193                       | 197  | 189  | 197  | 196  | 190  | 214  | 218  | 231  |
| Quelle: Cassini und INSEE |      |      |      |      |      |      |      |      |

## Sehenswürdigkeiten
- Kirche Saint-Pierre-Saint-Paul
- frühere Kirche
- Mühle